# Orophea myriantha
Orophea myriantha är en kirimojaväxtart som beskrevs av Elmer Drew Merrill. Orophea myriantha ingår i släktet Orophea och familjen kirimojaväxter. Inga underarter finns listade i Catalogue of Life.